# Клінтон (Міннесота)
Клінтон (англ. Clinton) — місто (англ. city) в США, в окрузі Біг-Стоун штату Міннесота. Населення — 386 осіб (2020).

## Географія
Клінтон розташований за координатами 45°28′1″ пн. ш. 96°26′33″ зх. д. / 45.46694° пн. ш. 96.44250° зх. д. (45.467023, -96.442609).  За даними Бюро перепису населення США в 2010 році місто мало площу 2,67 км², з яких 2,46 км² — суходіл та 0,22 км² — водойми.

## Демографія
Згідно з переписом 2010 року, у місті мешкало 449 осіб у 201 домогосподарстві у складі 115 родин. Густота населення становила 168 осіб/км².  Було 255 помешкань (95/км²).
Расовий склад населення:
| - 99,6 % — білих |

До двох чи більше рас належало 0,0 %. Частка іспаномовних становила 1,3 % від усіх жителів.
За віковим діапазоном населення розподілялося таким чином: 23,2 % — особи молодші 18 років, 54,3 % — особи у віці 18—64 років, 22,5 % — особи у віці 65 років та старші. Медіана віку мешканця становила 43,6 року. На 100 осіб жіночої статі у місті припадало 91,1 чоловіків;  на 100 жінок у віці від 18 років та старших — 89,6 чоловіків також старших 18 років.
Середній дохід на одне домашнє господарство  становив 43 186 доларів США (медіана — 31 429), а середній дохід на одну сім'ю — 57 754 долари (медіана — 57 708). Медіана доходів становила 40 179 доларів для чоловіків та 31 250 доларів для жінок. За межею бідності перебувало 11,5 % осіб, у тому числі 22,5 % дітей у віці до 18 років та 15,3 % осіб у віці 65 років та старших.
Цивільне працевлаштоване населення становило 167 осіб. Основні галузі зайнятості: освіта, охорона здоров'я та соціальна допомога — 26,3 %, роздрібна торгівля — 16,8 %, науковці, спеціалісти, менеджери — 16,2 %.